# Fiú 50 méteres pillangóúszás a 2010. évi nyári ifjúsági olimpiai játékokon
A 2010. évi nyári ifjúsági olimpiai játékokon az úszás fiú 50 méteres pillangóúszás versenyszámát augusztus 18. és augusztus 19. között rendezték meg a Singapore Sports Schoolban.

## Előfutamok

### 1. Futam
| H  | P | Név                        | Nemzet                  | Idő   | Mj  |
| -- | - | -------------------------- | ----------------------- | ----- | --- |
| 1. | 4 | Pedro Antonio Costa        | Brazília                | 24.98 | Q   |
| 2. | 3 | Sun Bowei                  | Kína                    | 25.52 | Q   |
| 3. | 5 | Murray McDougall           | Dél-afrikai Köztársaság | 25.5  | Q   |
| 4. | 6 | Perry Lindo                | Holland Antillák        | 26.50 | Q   |
| 5. | 2 | Juwel Ahmed                | Banglades               | 28.66 | Q   |
| 6. | 7 | Jeremy Joint Riong         | Brunei                  | 30.68 |     |
|    | 1 | Ralph Benjamin Teiko Quaye | Ghána                   |       | DNS |

### 2. Futam
| H  | P | Név                  | Nemzet          | Idő   | Mj |
| -- | - | -------------------- | --------------- | ----- | -- |
| 1. | 4 | Tommaso Romani       | Olaszország     | 25.15 | Q  |
| 2. | 5 | Kevin Leithold       | Németország     | 25.24 | Q  |
| 3. | 6 | Jonathan Ponson      | Aruba           | 25.59 | Q  |
| 4. | 1 | Armando Moss         | Bahama-szigetek | 26.46 | Q  |
| 5. | 3 | Juan Manuel Arbelaez | Kolumbia        | 26.64 | Q  |
| 6. | 2 | Omar Mithqal         | Jordánia        | 27.04 | Q  |
| 7. | 7 | Daniel Lee           | Botswana        | 28.70 |    |

### 3. Futam
| H  | P | Név                   | Nemzet             | Idő   | Mj |
| -- | - | --------------------- | ------------------ | ----- | -- |
| 1. | 4 | Andrij Hovorov        | Ukrajna            | 23.67 | Q  |
| 2. | 5 | Gyucheol Chang        | Dél-Korea          | 24.72 | Q  |
| 3. | 3 | Cadell Lyons          | Trinidad és Tobago | 25.02 | Q  |
| 4. | 6 | Sheng Jun Pang        | Szingapúr          | 25.63 | Q  |
| 5. | 2 | Oriol Cunat Rodriguez | Andorra            | 26.55 | Q  |
| 6. | 7 | Adrian Todd           | Botswana           | 28.69 |    |
| 7. | 8 | Ham Sserunjogi        | Uganda             | 31.07 |    |
| 8. | 1 | Robel Habte           | Etiópia            | 32.20 |    |

## Elődöntő

### 1. Futam
| H  | P | Név                  | Nemzet                  | Idő   | Mj  |
| -- | - | -------------------- | ----------------------- | ----- | --- |
| 1. | 4 | Chang Gyu-Cheol      | Dél-Korea               | 24.63 | Q   |
| 2. | 5 | Cadell Lyons         | Trinidad és Tobago      | 24.90 | Q   |
| 3. | 3 | Kevin Leithold       | Németország             | 24.92 | Q   |
| 4. | 6 | Murray McDougall     | Dél-afrikai Köztársaság | 25.24 | Q   |
| 5. | 7 | Perry Lindo          | Holland Antillák        | 26.17 |     |
| 6. | 1 | Juan Manuel Arbelaez | Kolumbia                | 26.31 |     |
| 7. | 8 | Juwel Ahmed          | Banglades               | 28.19 |     |
|    | 2 | Sheng Jun Pang       | Szingapúr               |       | DSQ |

### 2. Futam
| H  | P | Név                   | Nemzet          | Idő   | Mj |
| -- | - | --------------------- | --------------- | ----- | -- |
| 1. | 4 | Andrij Hovorov        | Ukrajna         | 23.46 | Q  |
| 2. | 3 | Tommaso Romani        | Olaszország     | 24.93 | Q  |
| 3. | 5 | Pedro Antonio Costa   | Brazília        | 25.02 | Q  |
| 4. | 6 | Sun Bowei             | Kína            | 25.12 | Q  |
| 5. | 2 | Jonathan Ponson       | Aruba           | 25.51 |    |
| 6. | 7 | Armando Ross          | Bahama-szigetek | 26.40 |    |
| 7. | 1 | Oriol Cunat Rodriguez | Andorra         | 26.42 |    |
| 8. | 8 | Omar Mithqal          | Jordánia        | 26.59 |    |

## Döntő
| H     | P | Név                 | Nemzet                  | Idő   | Mj |
| ----- | - | ------------------- | ----------------------- | ----- | -- |
| Arany | 4 | Andrij Hovorov      | Ukrajna                 | 23.64 |    |
| Ezüst | 5 | Gyucheol Chang      | Dél-Korea               | 24.05 |    |
| Bronz | 2 | Tommaso Romani      | Olaszország             | 24.80 |    |
| 4.    | 7 | Pedro Antonio Costa | Brazília                | 24.81 |    |
| 5.    | 3 | Cadell Lyons        | Trinidad és Tobago      | 24.88 |    |
| 6.    | 1 | Sun Bowei           | Kína                    | 25.20 |    |
| 7.    | 8 | Murray McDougall    | Dél-afrikai Köztársaság | 25.22 |    |
| 8.    | 6 | Kevin Leithold      | Németország             | 26.37 |    |

## Fordítás
Ez a szócikk részben vagy egészben  a   Swimming at the 2010 Summer Youth Olympics – Boys' 50 metre butterfly című angol Wikipédia-szócikk fordításán alapul.  Az eredeti cikk szerkesztőit annak laptörténete sorolja fel. Ez a jelzés csupán a megfogalmazás eredetét és a szerzői jogokat jelzi, nem szolgál a cikkben szereplő információk forrásmegjelöléseként.